# Culey-le-Patry
Culey-le-Patry ist eine französische Gemeinde mit 379 Einwohnern (Stand: 1. Januar 2022) im Département Calvados in der Region Normandie. Sie gehört zum Arrondissement Caen und zum Kanton Le Hom.

## Geografie
Culey-le-Patry liegt rund 28 km westnordwestlich von Falaise und 31 Kilometer südsüdwestlich von Caen. Umgeben wird die Gemeinde von Saint-Martin-de-Sallen im Norden und Nordosten, Thury-Harcourt-le-Hom im Osten, Saint-Rémy im Südosten, Saint-Lambert im Süden und Südwesten, Cauville im Westen sowie Campandré-Valcongrain im Nordwesten.

## Bevölkerungsentwicklung
| Jahr                              | 1793 | 1836 | 1876 | 1926 | 1946 | 1968 | 1990 | 2019 |
| Einwohner                         | 788  | 616  | 422  | 334  | 327  | 313  | 300  | 360  |
| Quellen: Cassini, EHESS und INSEE |      |      |      |      |      |      |      |      |

## Sehenswürdigkeiten

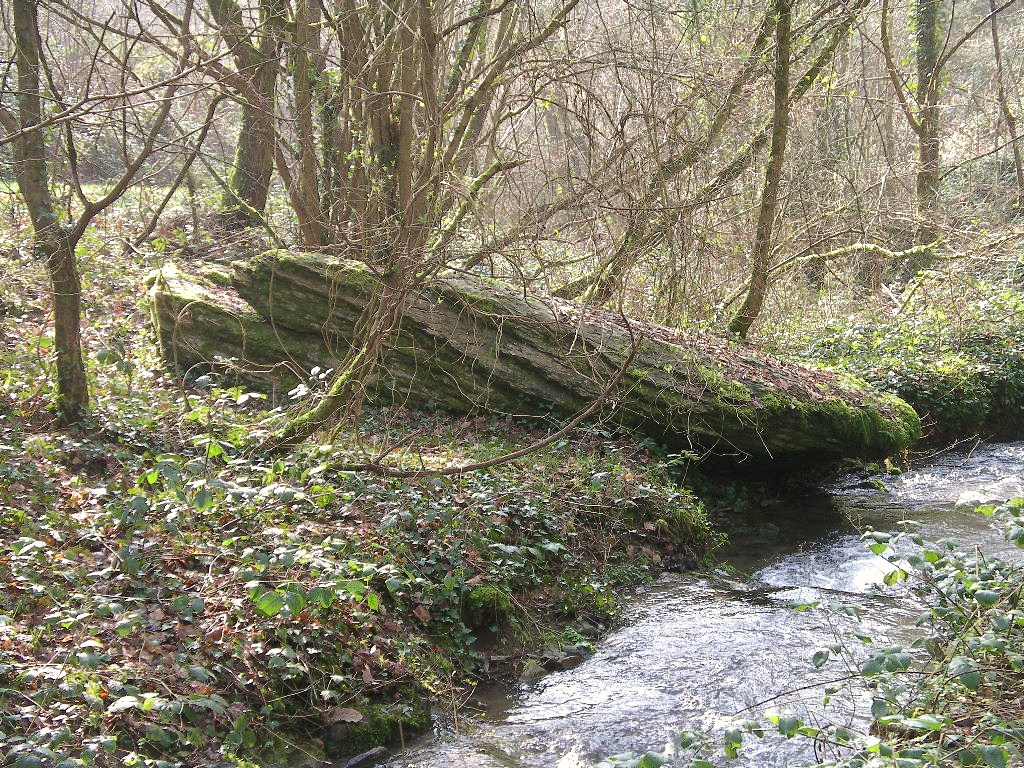
Menhir La Belle Roche

- Kirche Nativité-de-Notre-Dame aus dem 19. Jahrhundert
- Menhir La Belle Roche oder „Pierre à la Demoiselle“